# フォックスレイ作戦
フォックスレイ作戦( Operation Foxley)は、第二次世界大戦におけるイギリスで計画された、ドイツ総統のアドルフ・ヒトラーの暗殺作戦のコードネームである。本作戦は実施されなかったが、1944年7月13日から14日にかけてベルヒテスガーデンのベルクホーフを訪れている間に暗殺する計画であったと思われる。

## 計画概要
ヒトラーはベルクホーフ荘で朝の日課で散歩をする間は無防備であったので、ここに落下傘で2名の兵士、ドイツ語を話せるポーランド人兵士と狙撃兵を降下させ、ヒトラーを狙撃する。ヒトラーは、ベルクホーフは十分に安全であると思っていたようで、護衛は最小限であった。これを知られた結果として、複数の暗殺計画が立てられた。
この作戦の決行予定日から一週間後の7月20日にクラウス・フォン・シュタウフェンベルクによるヒトラー暗殺計画が決行されたが、失敗に終わった。フォックスレイ作戦は、ヒトラーのベルクホーフ訪問が減ったため、中止されている。